# Římskokatolická farnost Kostelec nad Černými lesy
Římskokatolická farnost Kostelec nad Černými lesy je jedno z územních společenství římských katolíků v kolínském vikariátu s farním kostelem Svatých Andělů strážných.

## Kostely farnosti
| Kostel                   | Místo                     | Bohoslužba                                                              |
| ------------------------ | ------------------------- | ----------------------------------------------------------------------- |
| sv. Václava              | Konojedy                  | ne 14.00 pouze 1. neděle v měsíci                                       |
| Nanebevzetí Panny Marie  | Oplany                    |                                                                         |
| Svatých Andělů strážných | Kostelec nad Černými lesy | út st čt ne 08.00 po pá 18.00 so 18.30                                  |
| sv. Jana Křtitele        | Kostelec nad Černými lesy |                                                                         |
| sv. Jiří                 | Jevany (Aldašín)          | ne 14.00 2. neděle v měsíci                                             |
| sv. Martina              | Kozojedy                  | ne 11.30 pouze 4. neděle v měsíci                                       |
| sv. Štěpána              | Kouřim                    | ne 10.00, st 17.00 v období zimního času st 18.00 v období letního času |
| sv. Bartoloměje          | Třebovle                  |                                                                         |
| Nejsvětější Trojice      | Kouřim                    |                                                                         |
| sv. Matouše              | Malotice                  | so 15.15 pouze 2. sobota v měsíci                                       |
| sv. Havla                | Ždánice                   |                                                                         |
| Všech svatých            | Oleška                    | ne 11.30 pouze 1. neděle v měsíci                                       |
| Jména Panny Marie        | Krymlov                   |                                                                         |
| sv. Václava              | Svojšice                  | ne 11.30 pouze 2. neděle v měsíci                                       |
| sv. Gotharda             | Poboří                    |                                                                         |
| sv. Šimona a Judy        | Vitice                    | ne 11.30 pouze 3. neděle v měsíci so 17.00 pouze 2. sobota v měsíci     |

## Osoby ve farnosti
- Jaroslav Lízner, administrátor
- Ing. Mgr. Petr Lutka, samostatný pastorační asistent